# Xagó
Xagó (en asturiano y oficialmente: Xagón) es una parroquia de Gozón, en el Principado de Asturias, España. La castellanización de su nombre se mantiene muy similar al topónimo original asturiano aunque hubo intentos en el siglo XIX por castellanizarse bajo la forma Jaón, su nombre asturiano hace referencia a la zona llana que representa una antigua rasa mareal.
El lugar es muy conocido por la existencia de una playa arenosa, muy concurrida por bañistas y practicantes del surf y del parapente. Esta playa, playa de Xagó, es la más extensa del concejo.
Xagó se incluye en el Paisaje protegido del Cabo de Peñas debido a la relativamente buena conservación del campo de dunas y a la presencia de comunidades vegetales dunares en las que se encuentran plantas de arenaria, nardo marítimo y espigadilla de mar. Los acantilados corresponden a rocas mayoritariamente calcáreas del Devónico en su parte occidental, mientras que las areniscas ferruginosas son Silúrico Superior.
En la zona se encuentra el emisario submarino de Xagó, obra cuyo término está previsto para fines de 2009. Se trata de una conducción submarina de 1,3 km que verterá aguas residuales depuradas de los concejos de Avilés, Castrillón, Corvera de Asturias y Gozón. Esta infraestructura se cuestiona por parte de algunos colectivos que cuestionan su posible influencia en la zona del Paisaje protegido del Cabo de Peñas.[cita requerida]